# みんなの運動
みんなの運動（みんなのうんどう、ポーランド語: Twój Ruch、TR）はポーランドの政党。リベラル・リバタリアン政党である「パリコト運動」（Ruch Palikota、RP）を前身として2013年10月結成。下院では市民プラットフォーム（PO）と「法と正義」（PiS）に次ぐ第三党。

## 概要
前身となるRPは、POを離党したヤヌシュ・パリコト（Janusz Palikot）を党総裁として2011年7月2日に結成された（政党登録は6月1日）。
RPは個人的自由の拡大と経済的自由の拡大を同時に追求する自由至上主義（リバタリアニズム）を標榜し、上院の廃止、下院への完全小選挙区制導入、所得税の累進課税の廃止（所得税の定率税化）、法人税の大幅引き下げ、大幅な公務員削減などを通じた「小さな政府」の実現。また反教会主義、同性愛者の権利拡大、妊娠中絶、麻薬の合法化などローマ・カトリック教会の影響力が強いポーランドにおいて異色な政策も掲げていた。
結成間もない2011年10月に行われたポーランド議会選挙では、下院にて10％台の得票を得て40議席を獲得、POとPiSに次ぐ第3党となった。このうち当選者2名は、性転換者（男性から女性）と同性愛者（男性）で、ポーランド政治史上初めてのことであった。なおRPに投票した有権者の大半は20代前半の男性であり、「政治のことを何も知らない連中が選んだ党」との批判の声も挙がった。議会選挙直後には、民主左翼連合（SLD）の議員1名がパリコト運動へ移籍することを表明。またパリコト党首は党名の変更も検討していることを明らかにした。
2013年10月6日、「ヨーロッパ・プラス」などの政治グループを吸収してTRに改編され、党首にRP党首であったパリコトが就任、副党首には「ヨーロッパ・プラス」の主導者であるシヴィエツ欧州議員が就任した。

## 選挙における党勢推移
| 年月日                | 得票数    | 得票率 | 議席数 | 備考     |
| --------------------- | --------- | ------ | ------ | -------- |
| 2011年10月9日（詳細） | 1,439,490 | 10.02% | 40     | RPとして |